# Belém
Belém és un municipi del Brasil, capital de l'Estat de Pará. És la segona ciutat més populosa de la Regió Nord de Brasil i la major regió metropolitana de l'Amazònia. Té 1,4 milions d'habitants i 2.043.537 en el Grande Belém. És coneguda com la Metròpoli de l'Amazones i popularment coneguda com la Cidade das Mangueiras (la ciutat de las arbres de mango) per la quantitat d'arbres de mango que hi ha pels carrers.

## Geografia

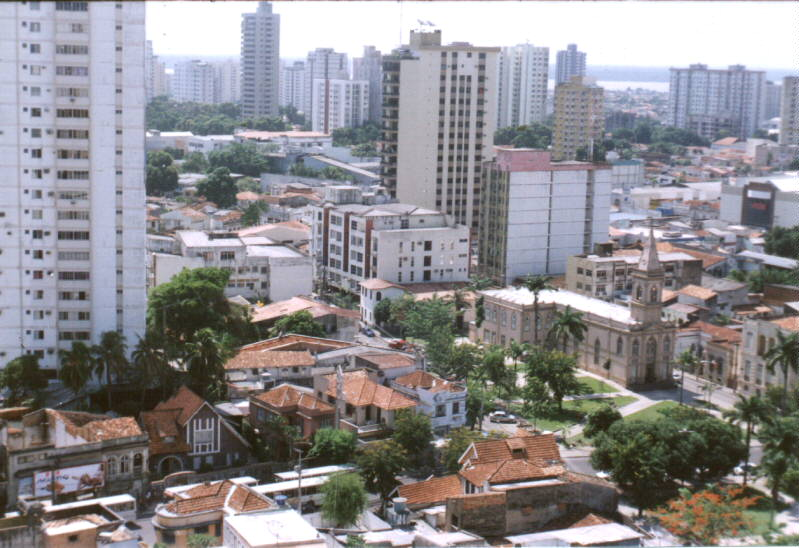
El centre de la ciutat de Belém

Belém està situada 1° 27′ sud, 48° 29′ longitud oest. A partir de 2004, la població era aproximadament d'1.421.000, la qual cosa fa de Belém la 10a major ciutat de Brasil. La regió metropolitana té una població d'aproximadament 2.100.000, la qual cosa la fa la desena regió metropolitana més gran de Brasil. El sud del canal de desembocadura del riu Amazones es troba just al nord de la ciutat, igual que l'illa de Marajó.

### Vegetació
La selva amazònica representa més de la meitat de les selves tropicals del planeta que queden i comprèn la major i més rica en espècies del tracte de selva tropical al món. Els boscos tropicals són les més riques en espècies bioma, i els boscos tropicals d'Amèrica són els boscos humits més rics en espècies, més que Àfrica i Àsia. Els boscos tropicals amazònicos té una incomparable diversitat biològica, més d'1/3 de totes les espècies del món viuen a la Regió Amazònica.